# USS James E. Williams (DDG-95)
El USS James E. Williams (DDG-95) es un destructor de la clase Arleigh Burke en servicio con la Armada de los Estados Unidos. Fue puesto en gradas en 2002, botado en 2003 y asignado en 2004.

## Construcción
Construido por Ingalls Shipbuilding, fue puesto en gradas el 15 de julio de 2002, botado el 28 de junio de 2003 y asignado el 11 de diciembre de 2004. Fue bautizado en honor a James E. Williams, suboficial de la marina de guerra que sirvió en la guerra de Corea y la guerra de Vietnam.

## Historial de servicio

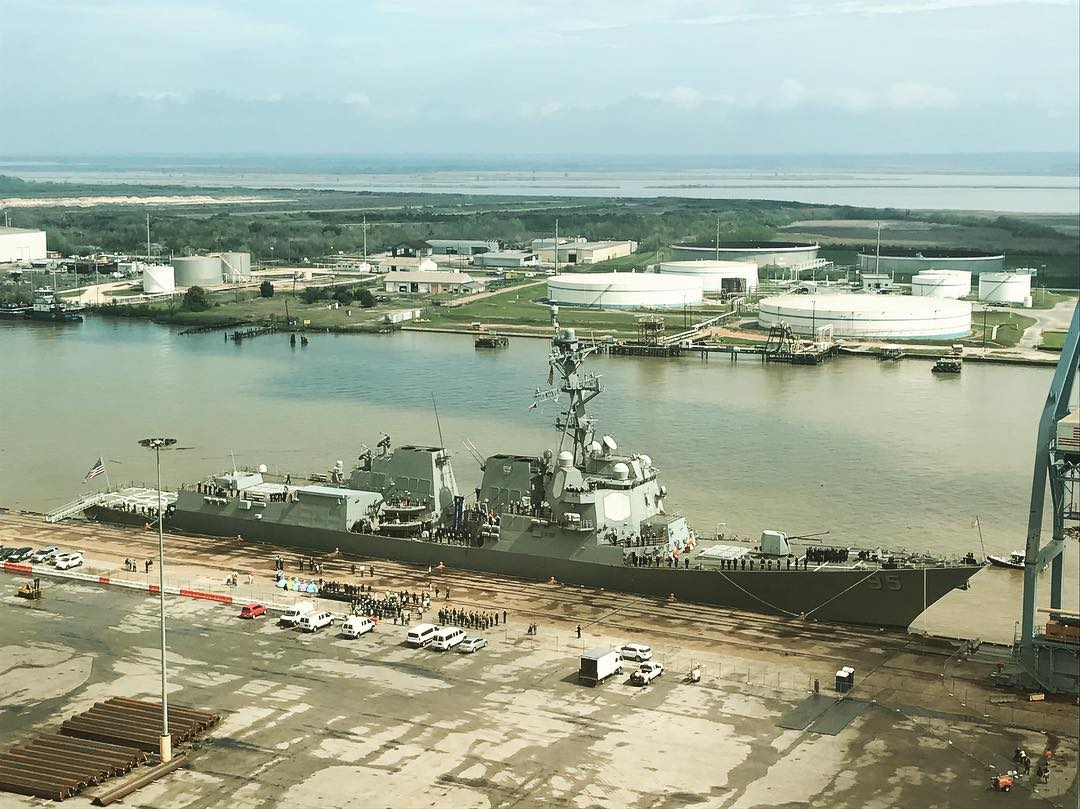
El USS James E. Williams (DDG-95) en el año 2019.

Su actual apostadero es la base naval de Norfolk, Virginia.